# Municipio de Jackson (condado de Linn, Misuri)
El municipio de Jackson (en inglés: Jackson Township) es un municipio ubicado en el condado de Linn en el estado estadounidense de Misuri. En el año 2010 tenía una población de 173 habitantes y una densidad poblacional de 1,19 personas por km².

## Geografía
El municipio de Jackson se encuentra ubicado en las coordenadas 39°58′34″N 93°17′52″O / 39.97611, -93.29778. Según la Oficina del Censo de los Estados Unidos, el municipio tiene una superficie total de 145.95 km², de la cual 145,07 km² corresponden a tierra firme y (0,6 %) 0,88 km² es agua.

## Demografía
Según el censo de 2010, había 173 personas residiendo en el municipio de Jackson. La densidad de población era de 1,19 hab./km². De los 173 habitantes, el municipio de Jackson estaba compuesto por el 98,84 % blancos, el 0,58 % eran afroamericanos y el 0,58 % eran de una mezcla de razas. Del total de la población el 0,58 % eran hispanos o latinos de cualquier raza.